# Folhammar
Folhammar ist ein Raukargebiet und
Naturreservat,

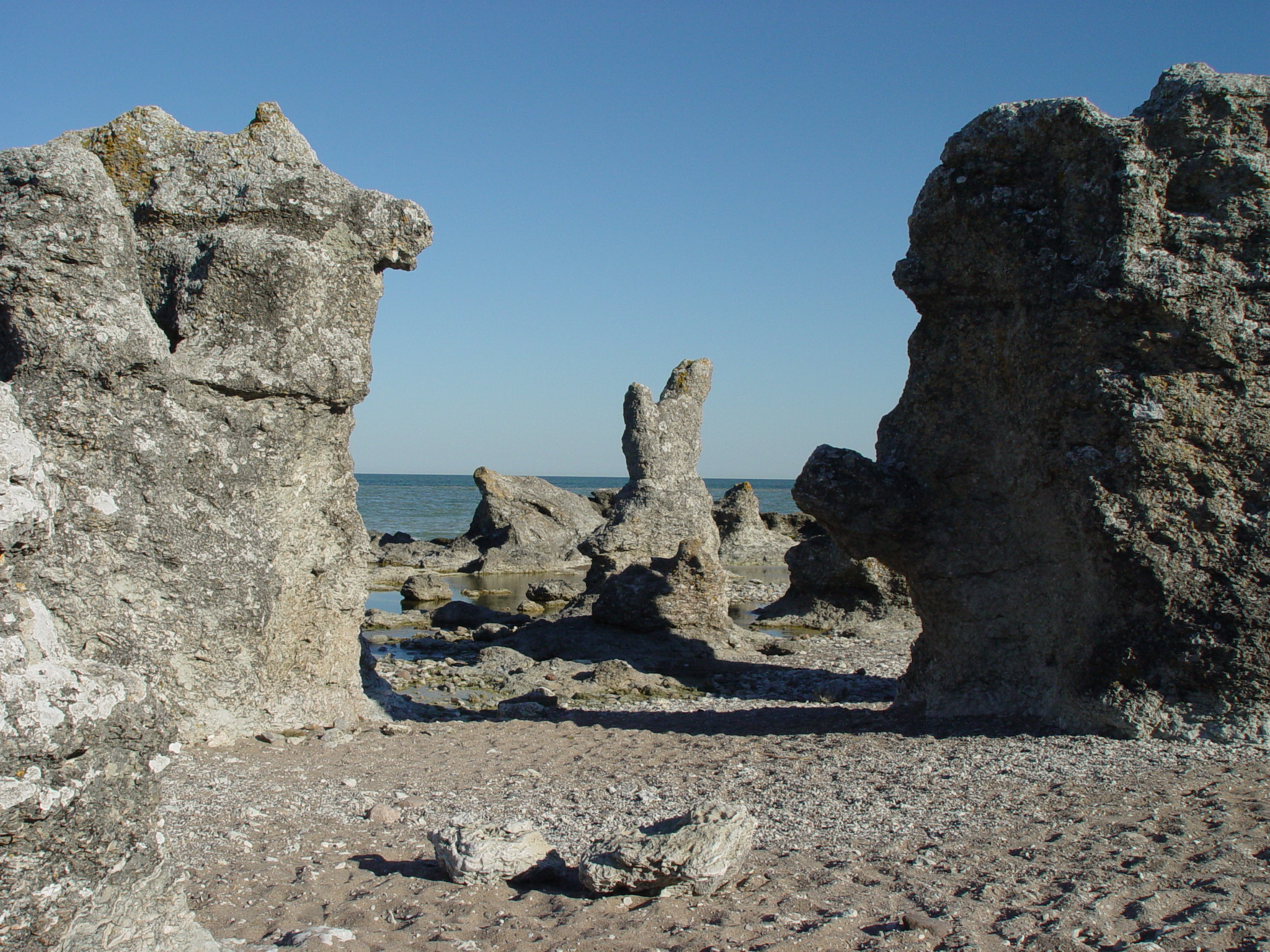
Rauken bei Folhammar auf Gotland

das 2,5 Kilometer nordöstlich von Ljugarn im Kirchspiel (schwedisch Socken) Ardre im Osten der schwedischen Insel Gotland liegt. Das eigentliche Raukargebiet ist ungefähr 500 m lang und enthält einige Raukar, die sechs Meter hoch sind. Der Riffkalkstein, aus dem die Raukar bestehen, ist reich an Fossilien, vor allem Stromatoporen und Seelilien.
Das Raukarfeld ist von Steinstränden umgeben und das ganze Gebiet mit insgesamt 1800 m Küste bildet ein Naturreservat. Die Flora wird von unter Naturschutz stehenden Gewächsen, wie Stranddistel,
Gewöhnlicher Natternkopf,
Wiesen-Küchenschelle (Pulsatilla pratensis, schwedisch fältsippa),
Klebriges Greiskraut (Senecio viscosus, schwedisch klibbkorsört),
Tataren-Lattich (Mulgedium tataricum, schwedisch sandsallat)
und Färberwaid
geprägt. Bei Folhammar befinden sich mehrere Grillplätze und eine aus Steinen gesetzte Trojaburg.